# Nailed By the Hammer of Frankenstein
A Nailed By the Hammer of Frankenstein a Lordi nevű finn rockzenekar 2014-ben kiadott dala, a Scare Force One című nagylemez első kislemez-dala. A kislemez 2014. szeptember 19-én jelent meg.

## A kislemez dalai
| 1.   | Nailed By the Hammer of Frankenstein | 3:20 |
| 3:20 |                                      |      |

## Közreműködők
- Mr. Lordi - ének
- Amen - Gitár
- Mana - Dob
- OX - Basszusgitár
- Hella - Billentyűs hangszerek